# Гефенслебен
Гефенслебен (нім. Gevensleben) — громада в Німеччині, розташована в землі Нижня Саксонія. Входить до складу району Гельмштедт. Складова частина об'єднання громад Гезеберг.
Площа — 15,14 км2. Населення становить 614 ос. (станом на 31 грудня 2021).